# Ордена Пруссии

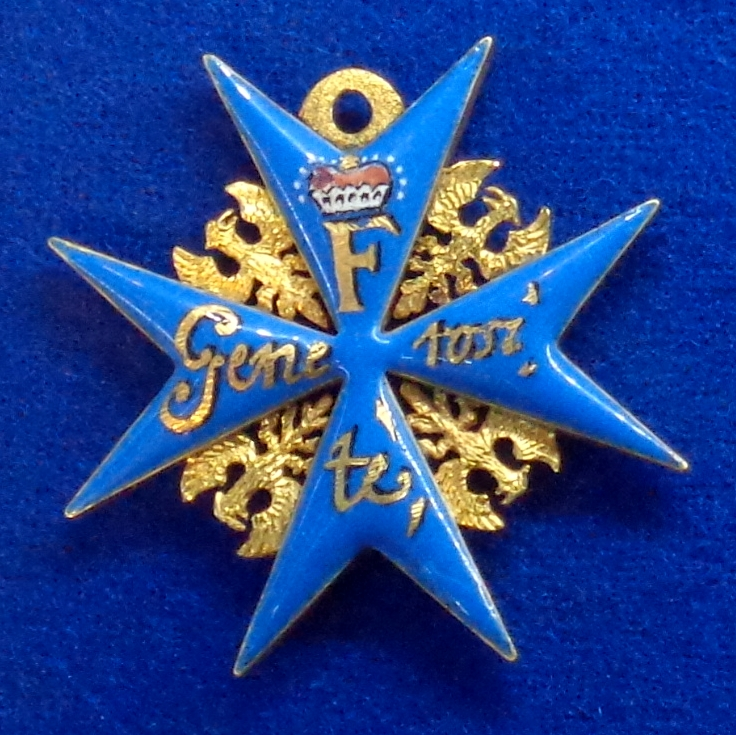
Орден Великодушия

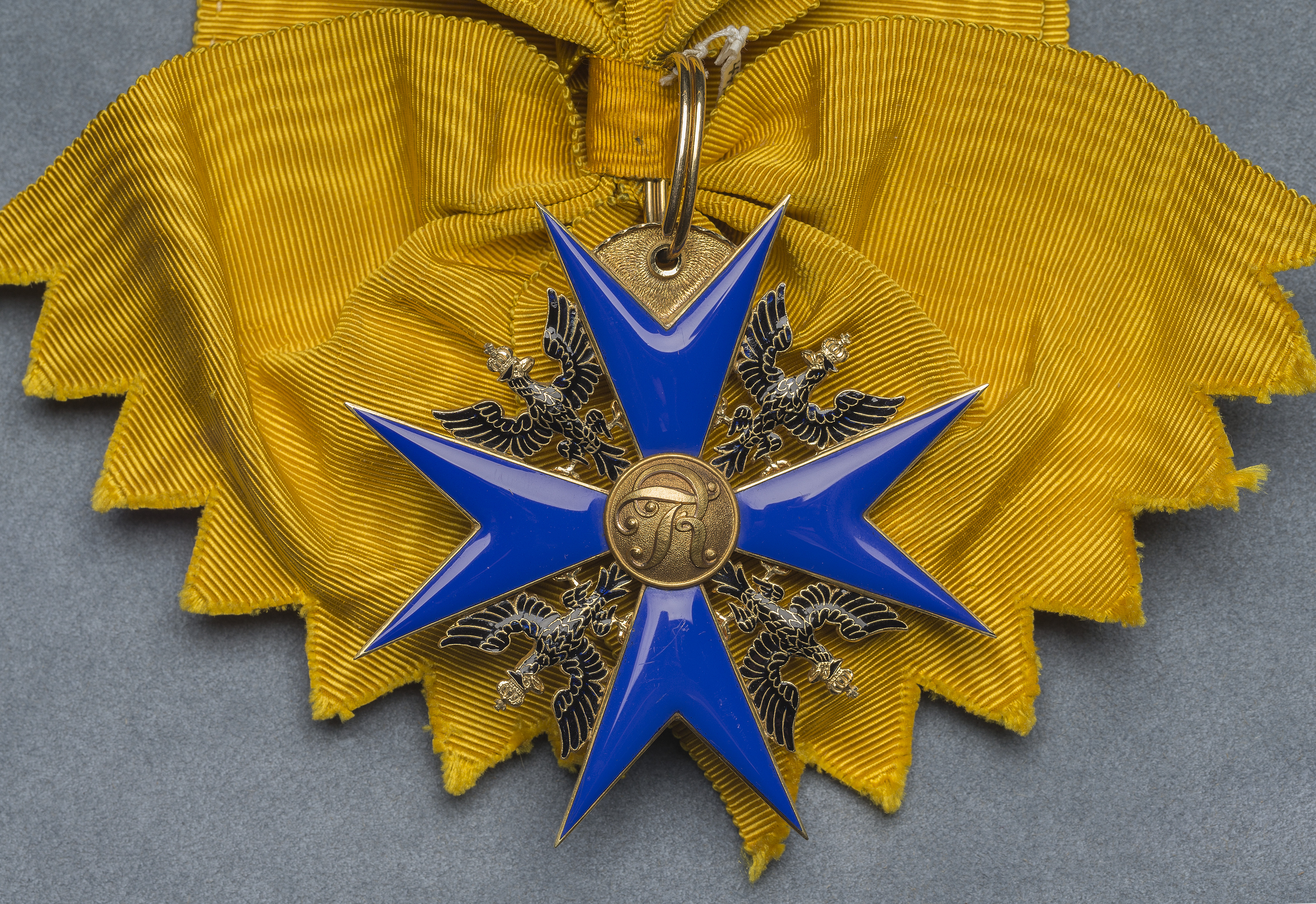
Орден Чёрного орла

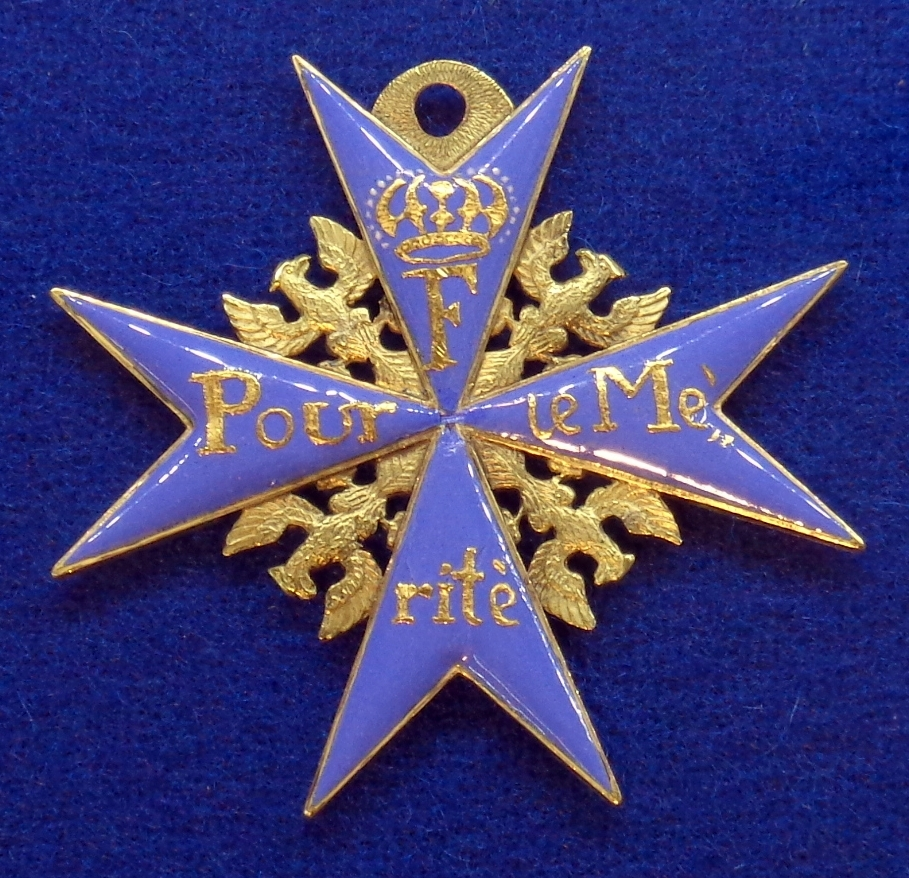
Pour le Mérite

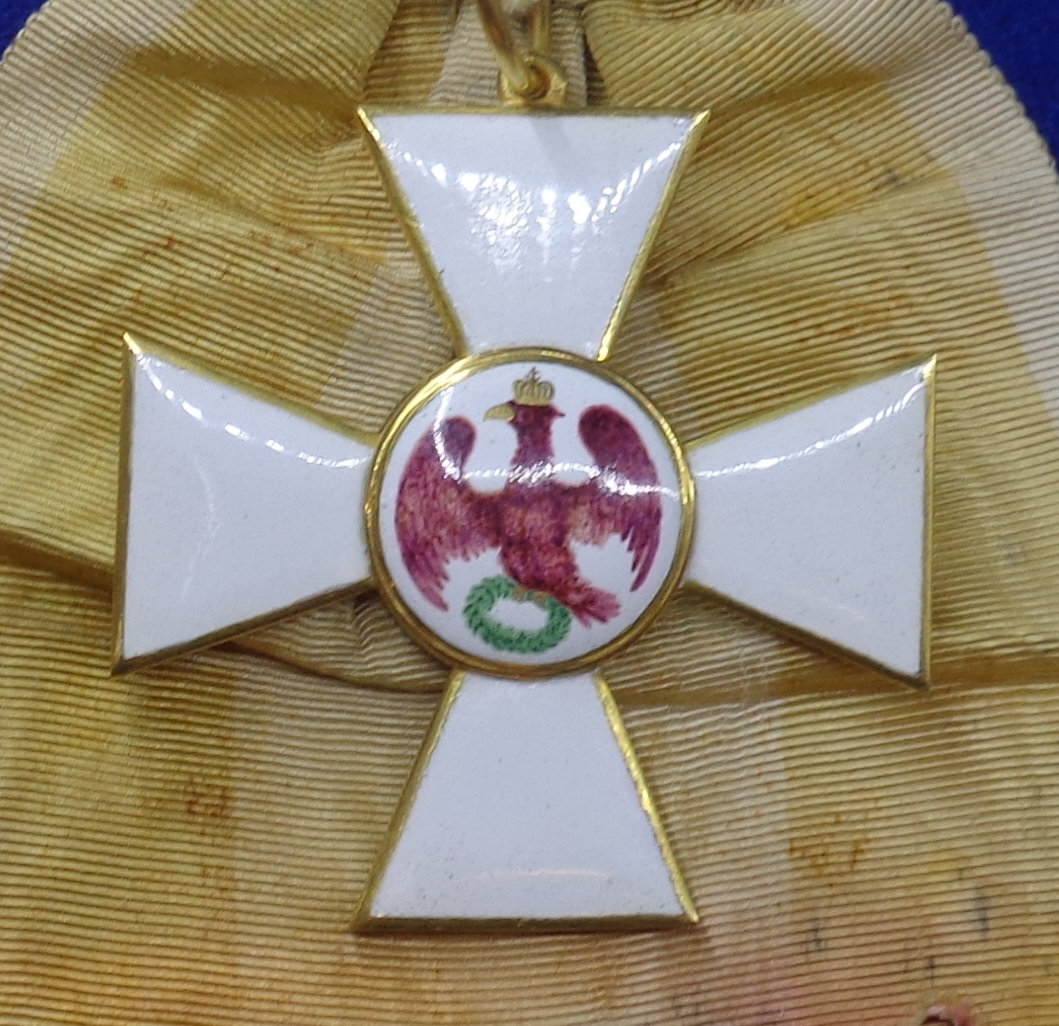
Орден Красного орла

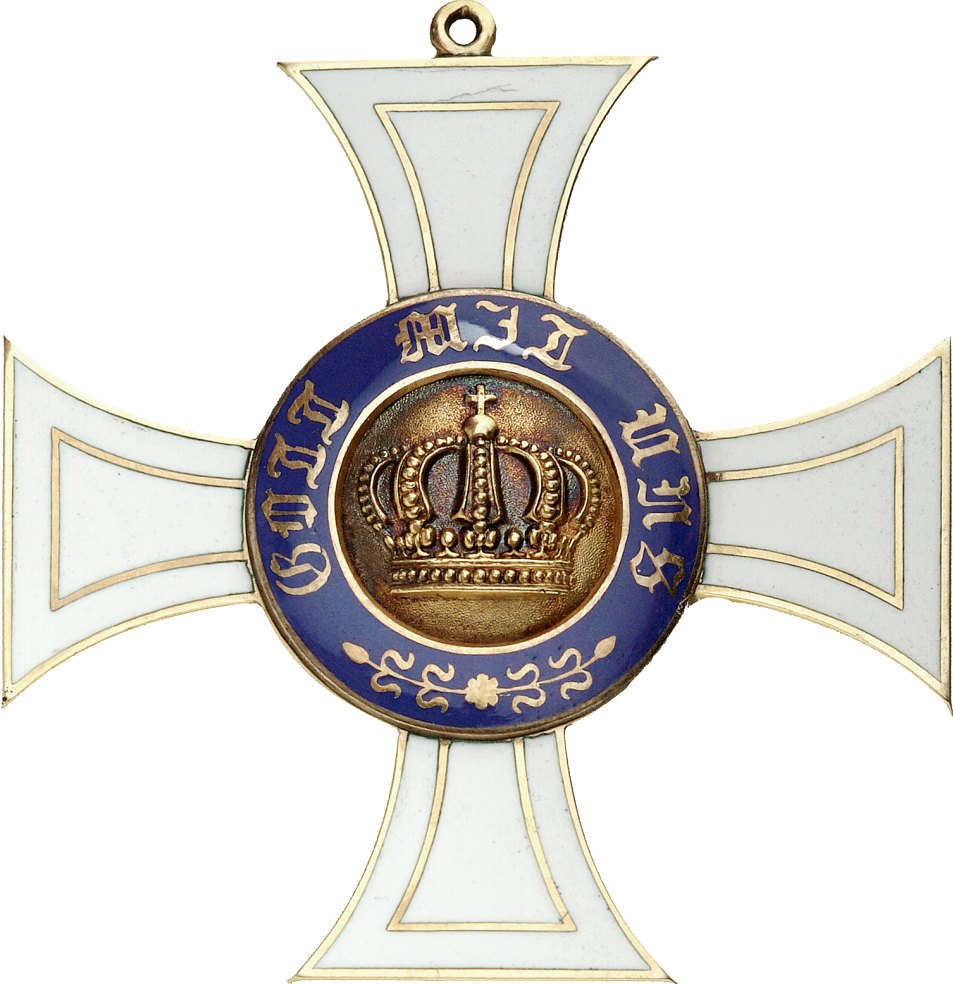
Орден Короны

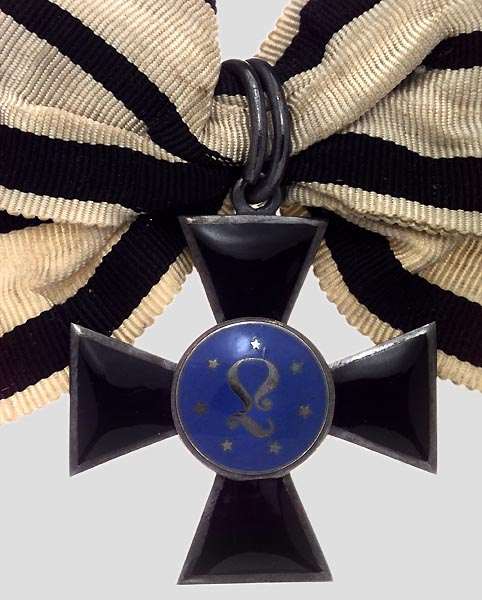
Орден Луизы

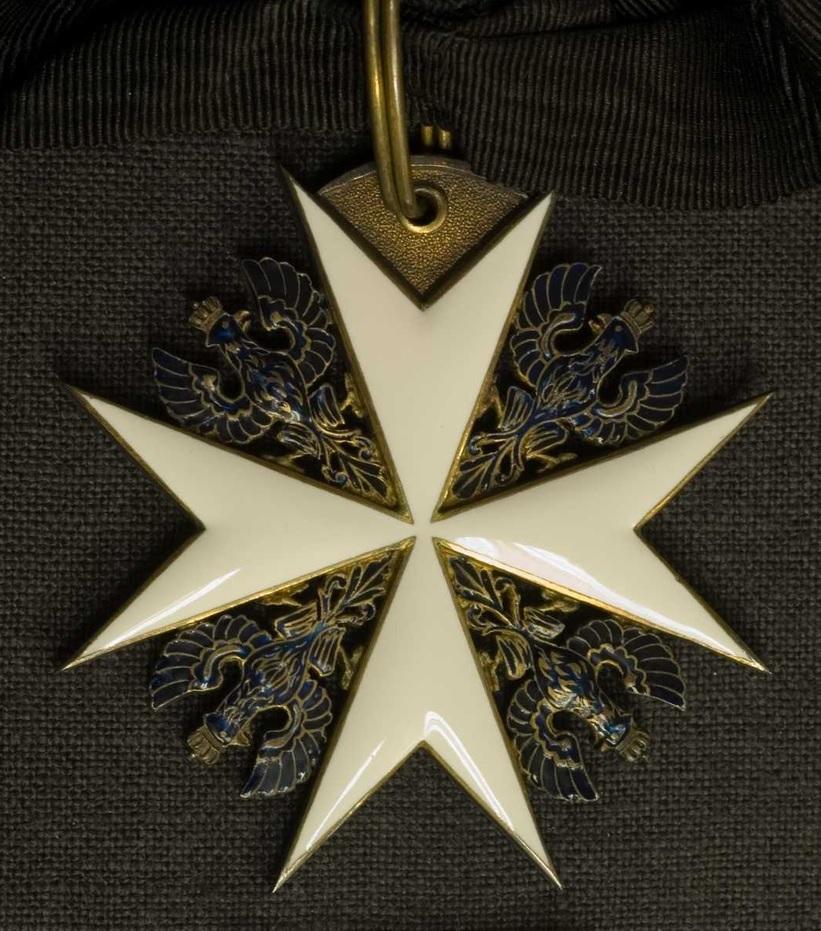
Орден Святого Иоанна

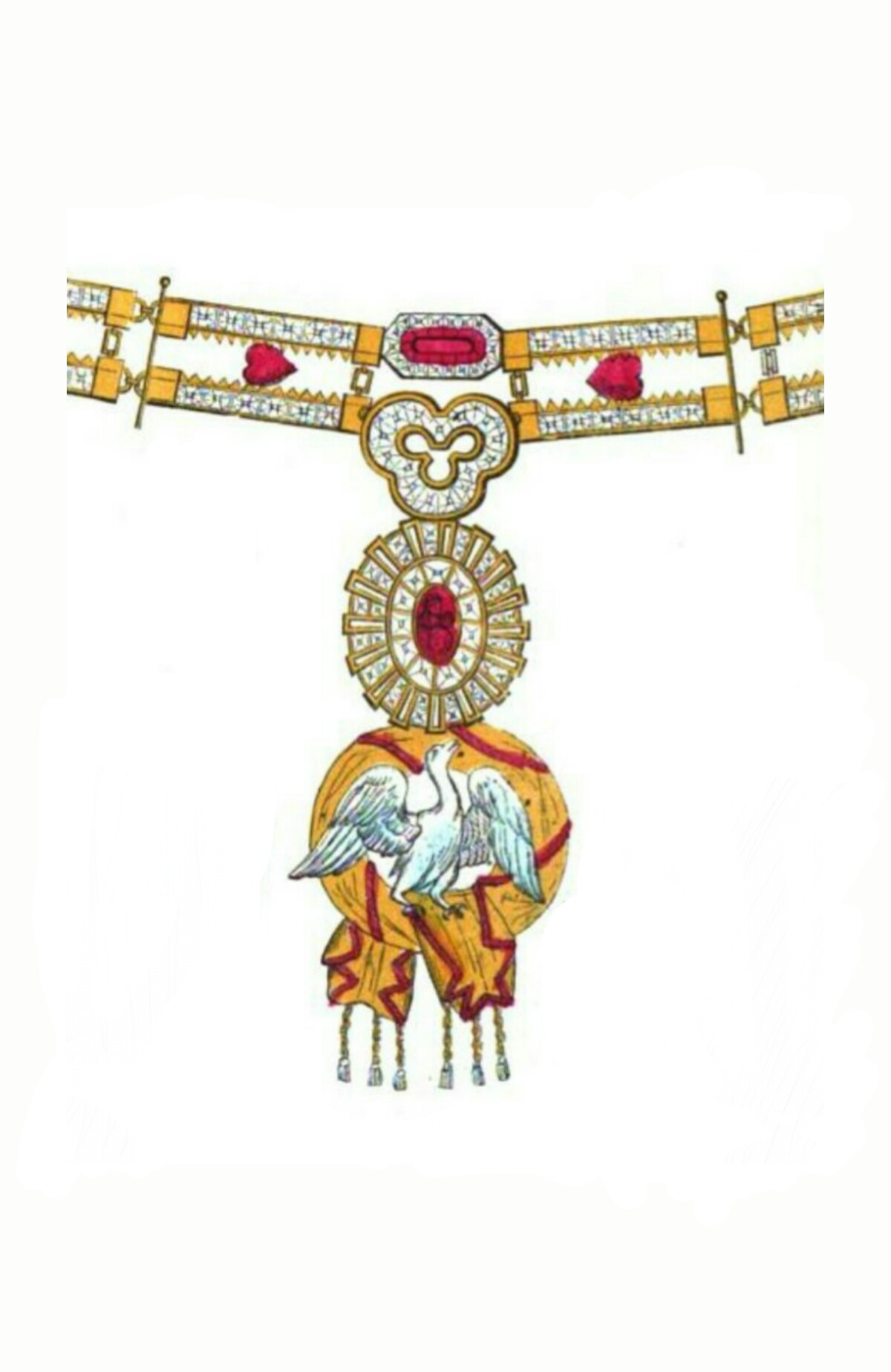
Орден Лебедя

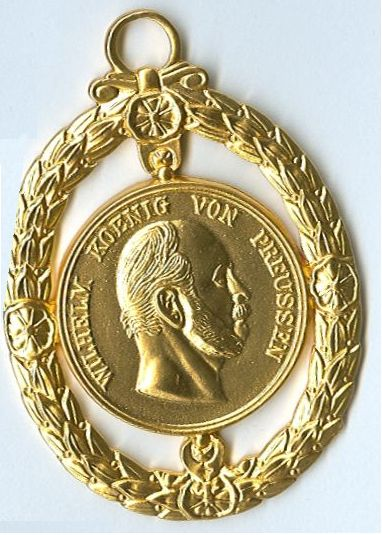
Орден Вильгельма

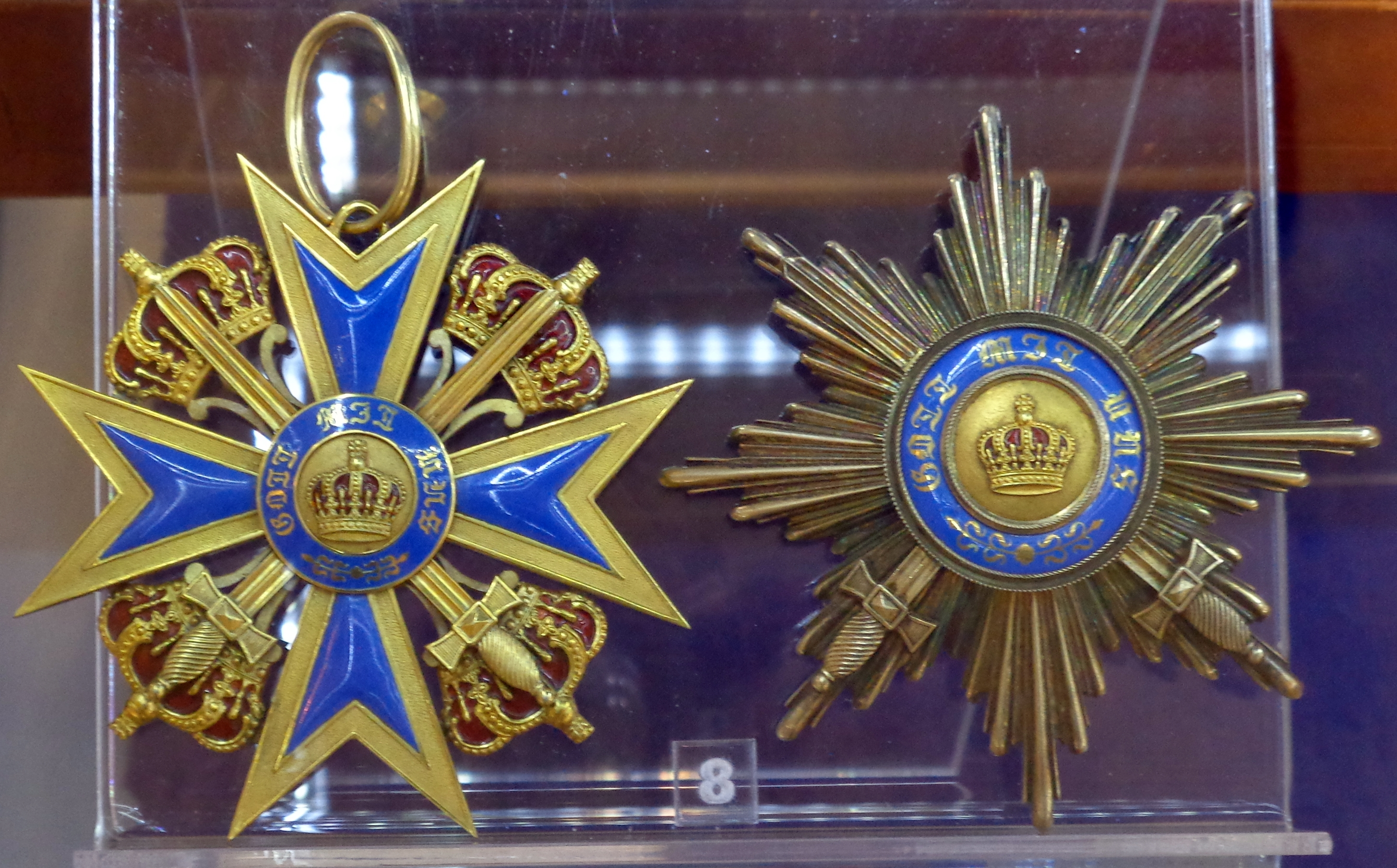
Орден Заслуг Прусской короны

Ордена Пруссии — совокупность высших наградных отличий Королевства Пруссия.

## История
До 1701 года в Пруссии имелся только один орден — офицерский крест DE LА GÉNÉROSITÉ (Великодушия). Знак ордена — мальтийской формы крест голубой эмали на чёрной ленте, на концах которого было написано по слогам GÉNÉROSITÉ, а в углах помещались фигурки орлов. Из российских подданных его имели Г. И. Головкин и А. П. Измайлов. До 1740 года орден находился в забвении. В 1740 году Фридрих II по случаю вступления на престол восстановил его под новым названием — «Pour le mérite», как гражданский и военный орден; а в 1810 году последовало изменение статута, сделавшее орден наградой исключительно военной. Он сохранил свой знак почти неизменным, на нём не стало шариков на остриях креста и разместились слова нового названия, а чёрная лента получила серебряную оторочку. В случае награждения за неоднократные подвиги ещё одна серебряная полоса проходит посередине ленты. Только на кресте высшего класса и на звезде в центре находится портрет Фридриха II. Как элемент, усиливающий значение награды, в 1813 году установлены так называемые Золотые дубовые листья. В 1842 году Фридрих Вильгельм IV учредил гражданскую линию этого ордена, с особым знаком, служившим наградой только для художников и учёных. Он прорезной и напоминает один из элементов цепи Чёрного орла.
Орден Чёрного орла учреждён по случаю провозглашения Пруссии королевством в 1701 году. Помимо членов королевского дома, получавших знаки ордена по праву рождения, число кавалеров ограничивалось тридцатью, но впоследствии оно стало неограниченным. Девиз SUUM QUIQUE (каждому своё) находится на звезде вокруг изображения чёрного орла. Знак ордена — крест тёмно-голубой эмали с чёрными орлами в углах — носили. на оранжевой ленте или на цепи, составленной из чередующихся фигур орлов и сине-белых кружков с инициалами короля и девизом.
Орден Красного орла был учреждён в честь заключения мира между курфюрстом Бранденбургским и императором с девизом CONCORDANT (живут в согласии). Для подражания оригинальному ордену Подвязки, знак которого носят на одной из конечностей; новому ордену был придан вид браслета. Этот браслет считается первым звеном в истории ордена Красного орла. У ордена было очень сложная судьба, связанная со сменой династий. В 1792 году после окончания семейных распрей орден Красного орла был узаконен как второй орден прусского королевского дома и получил своё последнее название. К началу XX века он имел 6 классов, большое разнообразие знаков, цепь и три звезды. Знак высшей степени («большой крест») в отличие от других имеет форму мальтийского креста и орлов в углах. В качестве «усилительных» деталей на крестах и звёздах могут находиться дубовые листья, корона, одна или даже две пары мечей и т. п.
В 1812 году Фридрих Вильгельм III объявил об учреждении прусского светского ордена Иоанна Иерусалимского, чтобы придать произведённой с благословения Наполеона конфискации имуществ Мальтийского ордена по возможности пристойный вид — хотя бы для глаз союзников. Разным категориям награждённых крест выдавался разных размеров, соединённый с короной и с золотыми орлами для одних, без короны и с чёрными орлами для других. Дополнением к знаку является вырезанный из ткани крест для левой стороны груди.
В 1813 году учреждён военный Железного креста. Во время франко-прусской войны 1870 г. он был возобновлён; то же произошло и в 1914 году. Его знаки трёх степеней различаются по размеру. Форма и цвета их навеяны эмблематикой древнего Немецкого ордена. На оправленном в серебро чёрном железном кресте помещались инициалы учредителя и даты кампаний (1813, 1815, 1870 и т. д.), а в центре креста изображена дубовая веточка.
В 1814 году в честь королевы учреждён женский орден Луизы. Его крест чёрной эмали имеет в центре окружённый звёздами на синем поле инициал L; на другой стороне даты 1813—1814 и 1848—1849 (возобновление). В 1865 году имело место ещё одно изменение статута. В 1871 году был установлен женский Крест заслуг в виде железного креста с маленьким красным крестом в центре как награда за медицинскую службу.
В 1851 году в систему прусских королевских орденов вошёл ещё один, учреждённый десятью годами ранее племянниками короля князьями Фридрихом Гогенцоллерн-Гехингеном и Карлом Гогенцоллерн-Зигмарингеном под названием Княжеский орден дома Гогенцоллернов. Фридрих Вильгельм, не прекращая существование этого ордена, провозгласил учреждение Королевского ордена Гогенцоллернов. Кресты бело-чёрной эмали в княжеской линии имеют надпись FUR TREUE UND VERDIENST (за верность и заслуги), в королевской — VOM FELS ZUM MEER (от тверди к морю). Ленты бело-чёрные, в королевской линии звезда двух видов и имеется цепь.
В 1861 году Вильгельм I учредил в память своей коронации орден Короны с девизом GOTT MIT UNS (с нами бог), имевший 4 класса, а в 1896 году Вильгельмом II был учреждён орден Вильгельма, призванный служить наградой за заслуги в общественной, научной и благотворительной областях для лиц обоего пола. Он представляет собою медаль, подвешенную к цепи.
Старейший бранденбургский духовный орден, учреждённый в честь богоматери в середине XV века и угасший в XVI веке в связи с реформацией, был торжественно восстановлен любителем романтических затей королём Фридрихом Вильгельмом в 1843 г. по случаю 400-летия со дня утверждения первого статута и в определённой связи с ростом революционных настроений в Германии. Он получил одно из своих старинных названий — орден Лебедя и допускал приём лиц обоего пола. Знак состоял из фигуры белого лебедя с раскинутыми крыльями, подвешенной к ажурному овальному медальону с изображением богоматери; последний соединялся с цепью. Каждое из её тринадцати звеньев изображает сердце, зажатое в средневековом пыточном орудии с названием бремза — две противопоставленные пилы.
Последним, в 1901 году, был учреждён орден Заслуг Прусской короны — в ознаменование 200-летия провозглашения Пруссии королевством. Орден был учреждён в одной степени и занял второе место в иерархии прусских орденов, сразу за орденом Чёрного орла. Знак в виде мальтийского креста синей эмали с коронованными вензелями Вильгельма II в углах носился на синей с жёлтыми полосами ленте.

## Список орденов
| 1382 |   | Королевский прусский орден Святого Иоанна | Königlich Preußischer St Johanniterorden                  |
| 1701 |   | Орден Чёрного Орла                        | Der Hohe Orden vom Schwarzen Adler; Schwarzer-Adler-Orden |
| 1740 |   | Орден «За заслуги»                        | Orden «Pour le Mérite»                                    |
| 1792 |   | Орден Красного орла                       | Roter-Adler-Orden                                         |
| 1813 |   | Железный крест                            | Eisernes Kreuz                                            |
| 1814 |   | Орден Луизы                               | Luisenorden                                               |
| 1842 |   | Орден «За заслуги» (в науке и искусстве)  | Orden «Pour le Mérite» für Wissenschaft und Künste        |
| 1843 | — | Орден Лебедя                              | Schwanenorden                                             |
| 1841 |   | Княжеский орден Дома Гогенцоллернов       | Fürstlich Hohenzollernscher Hausorden                     |
| 1851 |   | Королевский орден Дома Гогенцоллернов     | Königlicher Hausorden von Hohenzollern                    |
| 1861 |   | Орден Короны                              | Kronen-Orden                                              |
| 1896 | — | Орден Вильгельма                          | Wilhelm-Orden                                             |
| 1901 |   | Орден Заслуг Прусской короны              | Verdienstorden der Preußischen Krone                      |